# Chaetodipterus lippei
Chaetodipterus lippei är en fiskart som beskrevs av Steindachner, 1895. Chaetodipterus lippei ingår i släktet Chaetodipterus och familjen Ephippidae. Inga underarter finns listade i Catalogue of Life.